# Super Bowl 50
Match précédent Match suivant
Le Super Bowl 50, soit le 50e Super Bowl, est un match de football américain constituant la finale de la saison 2015 de la NFL. Pour la première fois, le Super Bowl n'a pas de numération romaine (L).
Il oppose les Panthers de la Caroline, champions de la conférence nationale (NFC) aux Broncos de Denver, champions de la conférence américaine (AFC). 
Le match se déroule le 7 février 2016 au Levi's Stadium de Santa Clara, en Californie.
La rencontre se termine par une victoire des Broncos de Denver sur le score de 24-10. 
Le groupe britannique Coldplay ainsi que Beyoncé, Bruno Mars, Mark Ronson et Gustavo Dudamel, assurent le spectacle pendant la mi-temps tandis que la chanteuse Lady Gaga chante l'hymne national américain pour l'ouverture. 
CBS retransmet le match et demande 5 M. $ pour 30 secondes de publicité. À l'occasion du 50e du Super Bowl, l'émission présente les meilleures performances de tous les spectacles de la mi-temps de certaines éditions du Super Bowl.

## Équipes
Les deux équipes, les Broncos de Denver et les Panthers de la Caroline, ont respectivement remporté les finales de l'American Football Conference (AFC) et de la National Football Conference (NFC).

### Broncos de Denver
Les Broncos terminent la saison régulière sur un bilan de 12 victoires pour 4 défaites.  
Ils remportent la conférence AFC et bénéficient donc du terrain en playoffs.   
Lors du Divisional Round, ils battent 23 à 16 les Steelers de Pittsburgh et en finale de conférence AFC, ils battent 20 à 18 les Patriots de la Nouvelle-Angleterre empêchant ces derniers de défendre leur titre acquis lors du Super Bowl XLIX. 
Il s'agit de leur 8e participation à un Super Bowl égalant les performances des Patriots, des Cowboys et des Steelers. Ils ont gagné 2 éditions :
- Super Bowl XII (saison 1977) défaite 10 à 27 contre les Cowboys de Dallas le 15 janvier 1978
- Super Bowl XXI (saison 1986) défaite 20 à 39 contre les Giants de New York le 25 janvier 1987
- Super Bowl XXII (saison 1987) défaite 10 à 42 contre les Redskins de Washington le 31 janvier 1988
- Super Bowl XXIV (saison 1989) défaite 10 à 55 contre les 49ers de San Francisco le 28 janvier 1990
- Super Bowl XXXII (saison 1997) victoire 31 à 24 contre les Packers de Green Bay le 25 janvier 1998
- Super Bowl XXXIII (saison 1998) victoire 34 à 19 contre les Falcons d'Atlanta le 31 janvier 1999
- Super Bowl XLVIII (saison 2013) défaite 8 à 43 contre les Seahawks de Seattle le 2 février 2014

### Panthers de la Caroline
Les Panthers terminent la saison régulière avec un bilan de 15 victoires pour 1 seule défaite (20 à 13 contre les Falcons d'Atlanta en semaine 16).
Ils remportent la conférence NFC et bénéficient donc du terrain en playoffs. 
Lors du Divisional Round, ils battent les Seahawks de Seattle 31 à 24. 
En finale de conférence, ils atomisent les Cardinals de l'Arizona 49 à 15.
La franchise, apparue en 1995, joue son 2e Super Bowl :
- Super Bowl XXXVIII (saison 2003) - défaite 29 à 32 contre les Patriots de la Nouvelle-Angleterre le 1er février 2004.

## Joueurs titulaires alignés en début de match
| Caroline         | Postes    | Denver             |
| ---------------- | --------- | ------------------ |
| Attaque          |           |                    |
| Daryl Williams   | OL / WR   | Demaryius Thomas   |
| Michael Oher     | LT        | Ryan Harris        |
| Andrew Norwell   | LG        | Evan Mathis        |
| Ryan Kalil       | C         | Matt Paradis       |
| Trai Turner      | RG        | Louis Vasquez      |
| Mike Remmers     | RT        | Michael Schofield  |
| Greg Olsen       | TE        | Owen Daniels       |
| Devin Funchess   | WR        | Emmanuel Sanders   |
| Cam Newton       | QB        | Peyton Manning     |
| Jonathan Stewart | RB        | C. J. Anderson     |
| Ed Dickson       | TE        | Vernon Davis       |
| Défense          |           |                    |
| Charles Johnson  | LDE / DE  | Derek Wolfe        |
| Star Lotulelei   | LDT / NT  | Sylvester Williams |
| Kawann Short     | RDT / DE  | Malik Jackson      |
| Jared Allen      | RDE / SLB | Von Miller         |
| Shaq Thompson    | SLB / WLB | DeMarcus Ware      |
| Luke Kuechly     | MLB / ILB | Brandon Marshall   |
| Thomas Davis     | WLB / ILB | Danny Trevathan    |
| Robert McClain   | LCB       | Aqib Talib         |
| Josh Norman      | RCB       | Chris Harris, Jr.  |
| Roman Harper     | SS        | T. J. Ward         |
| Kurt Coleman     | FS        | Darian Stewart     |

## Résumé du match
| QT          | Temps       | Drive       | Drive       | Drive       | Équipe      | Description de l'action | Score | Score |
| QT          | Temps       | Jeux        | Yards       | TDP         | Équipe      | Description de l'action | DEN   | CAR   |
| ----------- | ----------- | ----------- | ----------- | ----------- | ----------- | --- | ----- | ----- |
| 1           | 10 min 43 s | 10          | 64          | 4 min 17 s  | DEN         | FG de 34 yards par kicker Brandon McManus | 3     | 0     |
| 1           | 6 min 27 s  | -           | -           | -           | DEN         | Fumble recouvert retourné pour 0 yard en touchdown par DE Malik Jackson + 1 point de conversion par kicker McManus                                                 | 10    | 0     |
| 2           | 11 min 25 s | 9           | 73          | 4 min 50 s  | CAR         | TD à la suite d'une course d'1 yard par RB Jonathan Stewart + 1 point de conversion par kicker Graham Gano                                                         | 10    | 7     |
| 2           | 6 min 58 s  | 4           | 1           | 2 min 13 s  | DEN         | FG de 33 yards par kicker McManus | 13    | 7     |
| 3           | 8 min 18 s  | 7           | 54          | 2 min 30 s  | DEN         | FG de 30 yards par kicker McManus | 16    | 7     |
| 4           | 10 min 21 s | 6           | 29          | 2 min 56 s  | CAR         | FG de 39 yards par kicker Gano | 16    | 10    |
| 4           | 3 min 8 s   | 3           | 4           | 0 min 56 s  | DEN         | TD à la suite d'une course de 2 yards par RB C. J. Anderson + 2 points de conversion à la suite d'une réception de passe de QB Peyton Manning par WR Bernie Fowler | 24    | 10    |
| Score final | Score final | Score final | Score final | Score final | Score final | Score final | 24    | 10    |

## Statistiques
| Statistiques par Équipes               | Statistiques par Équipes           | Statistiques par Équipes           |
| Statistiques                           | DEN                                | CAR                                |
| -------------------------------------- | ---------------------------------- | ---------------------------------- |
| 1er downs                              | 11                                 | 21                                 |
| Conversion de 3e Down                  | 1/14                               | 3/15                               |
| Conversion de 4e Down                  | 0/0                                | 0/0                                |
| Jeux–yards                             | 56 jeux pour 194 yards             | 75 jeux pour 315 yards             |
| Yards à la course                      | 90                                 | 118                                |
| Yards à la passe                       | 104                                | 197                                |
| Passes : Réussies-Tentées-Interceptées | 13/23                              | 18/41                              |
| Réussite en zone rouge/chances         | 1/4 (25%)                          | 1/2 (50%)                          |
| TD                                     | 2                                  | 1                                  |
| Field Goals                            | 3/3                                | 1/2                                |
| Sacks (Nombre-Yards perdus)            | 5 sacks subis pour 37 yards perdus | 7 sacks subis pour 68 yards perdus |
| Fumbles (Nombre/Perdus)                | 3/1                                | 4/3                                |
| Pénalités (Nombre/Yards perdus)        | 6 pour 51 yards                    | 12 pour 102 yards                  |
| Temps de possession                    | 27:13                              | 32:47                              |

| Meilleur Joueur (MVP) | Meilleur Joueur (MVP) | Meilleur Joueur (MVP) |
| --------------------- | --------------------- | --------------------- |
| Nom                   | Équipe                | Poste                 |
| Von Miller            | Broncos               | OLB                   |

| Statistiques Individuelles | Statistiques Individuelles | Statistiques Individuelles              |
| -------------------------- | -------------------------- | --------------------------------------- |
| Quaterbacks                |                            |                                         |
| DEN                        | Peyton Manning             | 13/23, 141 yards, 0 TD, 1 INT           |
| CAR                        | Cam Newton                 | 18/41, 265 yards, 0 TD, 1 INT           |
| Meilleurs Coureurs         |                            |                                         |
| DEN                        | Cortrelle Javon Anderson   | 23 courses pour 90 yards, 1 TD          |
| CAR                        | Cam Newton                 | 6 courses pour 45 yards, 0 TD           |
| Meilleurs Receveurs        |                            |                                         |
| DEN                        | Emmanuel Sanders           | 8/9 réceptions pour 83 yards            |
| CAR                        | Corey Brown                | 4/7 réceptions pour 80 yards            |
| Meilleurs Tacleurs         |                            |                                         |
| DEN                        | Danny Trevathan            | 4 tackles en solo et 4 assistes         |
| CAR                        | Luke Kuechly               | 7 tackles en solo, 3 assistes et 1 sack |

## Arbitres
Le Super Bowl 50 sera composé de neuf arbitres. Les numéros entre parenthèses sont les numéros de leur maillot.
- Referee: Clete Blakeman (34)
- Umpire: Jeff Rice (44)
- Head linesman: Wayne Mackie (106)
- Line judge: Rusty Baynes (59)
- Field judge: Boris Cheek (41)
- Side judge: Scott Edwards (3)
- Back judge: Keith Ferguson (61)
- Replay official: Charles Stewart
- Replay assistant: Jimmy Oldham